# Drusilla
Giulia Drusilla (Coblenza, 16 settembre 16 – 10 giugno 38) è stata una nobildonna romana, seconda figlia di Germanico e di Agrippina maggiore, appartenne dunque alla dinastia giulio-claudia.

## Biografia
Rimasta orfana di padre, si sposò molto giovane, ma rimase presto vedova. La madre ed i fratelli Nerone Cesare (6 - 31) e Druso Cesare (8 - 33), esiliati da Tiberio, morirono in circostanze oscure nell'ambito delle manovre di Seiano per garantirsi la successione al principato.
Drusilla, nel 33, sposò Lucio Cassio Longino, da cui divorziò nel 37. Come secondo marito ebbe Marco Emilio Lepido. Nel 37 morì Tiberio e gli successe Caligola, fratello di Drusilla. Alcuni autori come Tacito e Svetonio riportano di rapporti incestuosi tra Drusilla ed il fratello. Tali affermazioni, come altre riferite a Caligola, hanno sollevato numerosi dubbi sulla loro veridicità in quanto inquadrabili nello scontro di poteri tra Senato e principe, scontro che si sviluppa nei primi decenni dell'impero.
Quando Caligola si ammalò e rischiò di morire, nel 37, dopo otto mesi di regno, non affidò la reggenza al successore designato, che poi farà uccidere, Tiberio Gemello, ma proprio a Drusilla che dopo la morte ebbe da Caligola il titolo di augusta. Caligola aveva comunque un innegabile affetto per la sorella, al punto che quando questa, nel 38, morì di malattia a soli 21 anni, l'imperatore ne decretò il culto, divinizzandola come "Diva Giulia".
Il nome di Giulia Drusilla viene inoltre dato da Caligola alla figlia che ebbe da Milonia Cesonia, proprio in memoria dell'amatissima sorella.

## Ascendenza
|                         |                        |                | Genitori                    |  |  | Nonni |  |  | Bisnonni               |  |  | Trisnonni            |  |
|                         |                        |                |                             |  |  |       |  |  | Tiberio Claudio Nerone |  |  | Druso Claudio Nerone |  |
|                         |                        |                |                             |  |  |       |  |  | Tiberio Claudio Nerone |  |  | Druso Claudio Nerone |  |
|                         |                        | …              |                             |  |  |       |  |  | Tiberio Claudio Nerone |  |  |                      |  |
| Druso maggiore          |                        |                |                             |  |  |       |  |  | Tiberio Claudio Nerone |  |  |                      |  |
|                         |                        | Livia Drusilla | Marco Livio Druso Claudiano |  |  |       |  |  |                        |  |  |                      |  |
|                         |                        | Livia Drusilla | Marco Livio Druso Claudiano |  |  |       |  |  |                        |  |  |                      |  |
|                         |                        | Livia Drusilla | Alfidia                     |  |  |       |  |  |                        |  |  |                      |  |
| Germanico Giulio Cesare |                        | Livia Drusilla |                             |  |  |       |  |  |                        |  |  |                      |  |
|                         |                        | Marco Antonio  | Marco Antonio Cretico       |  |  |       |  |  |                        |  |  |                      |  |
|                         |                        | Marco Antonio  | Marco Antonio Cretico       |  |  |       |  |  |                        |  |  |                      |  |
|                         |                        | Marco Antonio  | Giulia                      |  |  |       |  |  |                        |  |  |                      |  |
| Antonia minore          |                        | Marco Antonio  |                             |  |  |       |  |  |                        |  |  |                      |  |
|                         |                        | Ottavia minore | Gaio Ottavio                |  |  |       |  |  |                        |  |  |                      |  |
|                         |                        | Ottavia minore | Gaio Ottavio                |  |  |       |  |  |                        |  |  |                      |  |
|                         |                        | Ottavia minore | Azia maggiore               |  |  |       |  |  |                        |  |  |                      |  |
| Giulia Drusilla         |                        | Ottavia minore |                             |  |  |       |  |  |                        |  |  |                      |  |
|                         | Lucio Vipsanio Agrippa | …              |                             |  |  |       |  |  |                        |  |  |                      |  |
|                         | Lucio Vipsanio Agrippa | …              |                             |  |  |       |  |  |                        |  |  |                      |  |
|                         | Lucio Vipsanio Agrippa | …              |                             |  |  |       |  |  |                        |  |  |                      |  |
| Marco Vipsanio Agrippa  | Lucio Vipsanio Agrippa |                |                             |  |  |       |  |  |                        |  |  |                      |  |
|                         |                        | …              | …                           |  |  |       |  |  |                        |  |  |                      |  |
|                         |                        | …              | …                           |  |  |       |  |  |                        |  |  |                      |  |
|                         |                        | …              | …                           |  |  |       |  |  |                        |  |  |                      |  |
| Agrippina maggiore      |                        | …              |                             |  |  |       |  |  |                        |  |  |                      |  |
|                         |                        | Augusto        | Gaio Ottavio                |  |  |       |  |  |                        |  |  |                      |  |
|                         |                        | Augusto        | Gaio Ottavio                |  |  |       |  |  |                        |  |  |                      |  |
|                         |                        | Augusto        | Azia maggiore               |  |  |       |  |  |                        |  |  |                      |  |
| Giulia maggiore         |                        | Augusto        |                             |  |  |       |  |  |                        |  |  |                      |  |
|                         |                        | Scribonia      | Lucio Scribonio Libone      |  |  |       |  |  |                        |  |  |                      |  |
|                         |                        | Scribonia      | Lucio Scribonio Libone      |  |  |       |  |  |                        |  |  |                      |  |
|                         |                        | Scribonia      | Cornelia Silla              |  |  |       |  |  |                        |  |  |                      |  |
|                         |                        | Scribonia      |                             |  |  |       |  |  |                        |  |  |                      |  |